# Tre Valli Varesine 2005
La Tre Valli Varesine 2005, ottantacinquesima edizione della corsa, si svolse il 16 agosto 2005 su un percorso di 192,9 km. La vittoria fu appannaggio dell'italiano Stefano Garzelli, che completò il percorso in 5h01'01", precedendo i connazionali Lorenzo Bernucci e Damiano Cunego.
Sul traguardo di Campione d'Italia 61 ciclisti, sui 121 partiti da Varese, portarono a termine la competizione.

## Ordine d'arrivo (Top 10)
| Pos. | Corridore          | Squadra          | Tempo    |
| ---- | ------------------ | ---------------- | -------- |
| 1    | Stefano Garzelli   | Liquigas-Bianchi | 5h01'01" |
| 2    | Lorenzo Bernucci   | Fassa Bortolo    | a 2"     |
| 3    | Damiano Cunego     | Lampre-Caffita   | a 3"     |
| 4    | Eddy Mazzoleni     | Lampre-Caffita   | a 6"     |
| 5    | Rinaldo Nocentini  | Acqua & Sapone   | a 7"     |
| 6    | Massimo Giunti     | Fassa Bortolo    | a 11"    |
| 7    | Paolo Bailetti     | 3C-Androni       | a 13"    |
| 8    | Luca Mazzanti      | Panaria-Navigare | s.t.     |
| 9    | Andrea Masciarelli | Acqua & Sapone   | a 24     |
| 10   | Luca Solari        | Domina Vacanze   | s.t.     |